# Marthana vestita
Marthana vestita is een hooiwagen uit de familie Sclerosomatidae.